# I C U: Music to Read To
I C U: Music to Read To (stilizzato come i c u (music to read to) ) è il secondo album ambientale della cantante statunitense Poppy, rilasciato inizialmente sotto il nome d'arte "Poppydef". È stato pubblicato il 23 luglio 2019 sotto la casa I'm Poppy Records come colonna sonora per il secondo libro della cantante, Genesis 1.

## Descrizione
L'8 gennaio 2019, Poppy annunciò che avrebbe pubblicato a luglio un romanzo grafico, intitolato Genesis 1. Con questo annuncio, fece intendere che vi sarebbe stato un album ad accompagnarlo. Durante un'intervista con Gigwise, datata il 24 gennaio dello stesso anno, confermò che l'album sarebbe stato ambientale e che sarebbe servito a rilassare durante la lettura del romanzo sopracitato. Poppy ne annunciò il titolo in un tweet per promuovere Genesis 1. L'album deve essere riprodotto mentre si legge il libro.
Similarmente a 3:36 (Music to Sleep To), I C U è un set di brani strumentali composti da Poppy e Titanic Sinclair. Promosso già a partire con i video "Wednesday", "Is It Working?" e "Just a Taste" come canzoni di sottofondo, molte delle tracce furono usate in seguito nei video di trucco della cantante, principalmente in "Pastel Eye Look with Poppy", "Mint Eye Look with Poppy" e "Shimmering Skin Look with Poppy".
L'album è disponibile in due formati: è dato in bundle come vinile con l'edizione deluxe di Genesis 1, ed è disponibile sul Bandcamp di Poppy se ne si è in possesso del codice QR. 

## Tracce
1. Circulate – 3:00
2. Centralize – 3:56
3. Astriction – 3:06
4. Thermometer – 3:41
5. The Factory – 2:38
6. Make It Happen – 4:03
7. Vehement – 2:33

Durata totale: 22:57